# Birni Kazoé
Birni Kazoé (auch: Birnin Kazoé, Birni N’Kazoé, Kazaé, Kazoé, Kazoyé) ist ein Dorf und der Hauptort der Landgemeinde Gamou in Niger.

## Geographie
Das Dorf liegt in der Ebene von Kazoé südwestlich des Gebirges Koutous. Es befindet sich rund 113 Kilometer nordöstlich der Regionalhauptstadt Zinder. Zu den Siedlungen in der näheren Umgebung von Birni Kazoé zählen der Gemeindehauptort Kellé im Nordosten und der Gemeindehauptort Moa im Westen.
Birni Kazoé ist der Hauptort der Landgemeinde Gamou, die zum Departement Gouré in der Region Zinder gehört.
Es herrscht das Klima der Sahelzone vor, mit einer durchschnittlichen jährlichen Niederschlagsmenge zwischen 300 und 400 mm.

## Geschichte
Die Siedlung entstand in den 1920er Jahren, als Ackerbauern in Dürreperioden hier ausreichend Wasser vorfanden. Die 219 Kilometer lange Piste zwischen den Orten Gouré und Tanout, die zu jener Zeit als einer der Hauptverkehrswege in der damaligen französischen Kolonie Niger galt, führte auch durch Birni Kazoé. Ende der 1940er Jahre wurden ein Markt gegründet und ein traditioneller Herrschaftssitz (chefferie traditionnelle) in den Ort verlegt. Dies zog zahlreiche Viehhirten an, die sich in Birni Kazoé niederließen. Infolge der großen Dürre von 1969 bis 1974 übersiedelten Händler und Handwerker der Tubu, Araber und Hausa ins Dorf, das seitdem einen multiethnischen Charakter hat. Bei Sturzfluten im August 2010 starben mehr als tausend Nutztiere in Birni Kazoé, außerdem wurden mehrere Häuser zerstört und Felder überschwemmt.

## Bevölkerung
Bei der Volkszählung 2012 hatte Birni Kazoé 7500 Einwohner, die in 1284 Haushalten lebten. Bei der Volkszählung 2001 betrug die Einwohnerzahl 3978 in 838 Haushalten und bei der Volkszählung 1988 belief sich die Einwohnerzahl auf 4138 in 933 Haushalten.
Die Bevölkerungsdichte in diesem Gebiet ist mit 10 bis 20 Einwohnern je Quadratkilometer relativ gering.

## Wirtschaft und Infrastruktur
Die Siedlung liegt in einem Gebiet des Übergangs zwischen der Naturweidewirtschaft des Nordens und des Ackerbaus des Süden, was zu Landnutzungskonflikten führt. Der bedeutende Viehmarkt von Birni Kazoé wird von Züchtern frequentiert, die hier Vieh für den weiteren Handel verkaufen. Der Markttag ist Dienstag. Das staatliche Versorgungszentrum für landwirtschaftliche Betriebsmittel und Materialien (CAIMA) unterhält eine Verkaufsstelle im Ort. Die Niederschlagsmessstation von Birni Kazoé liegt auf 400 m Höhe und wurde 1959 in Betrieb genommen.
Mit einem Centre de Santé Intégré (CSI) ist ein Gesundheitszentrum im Dorf vorhanden. Es besteht seit dem Jahr 1960. Der CEG Birni Kazoé ist eine Schule der Sekundarstufe des Typs Collège d’Enseignement Général. Es gibt einen lokalen Bürgerhörfunk (radio communautaire) im Dorf.
Durch Birni Kazoé führt die 187,5 Kilometer lange Nationalstraße 34 zwischen der Nationalstraße 11 und Gouré. Es handelt sich um eine einfache Erdstraße.